# Luís Delgado
Luís Manuel Ferreira Delgado, pseud. Delgado (ur. 1 listopada 1979 w Luandzie) – angolski piłkarz grający na pozycji lewego obrońcy.

## Kariera klubowa
Delgado pochodzi z Luandy. Piłkarską karierę rozpoczynał w klubie Petro Atlético Luanda. W 1997 roku zadebiutował w jego barwach w pierwszej lidze Angoli. W tym samym roku wywalczył swój pierwszy tytuł mistrza kraju oraz zdobył swój pierwszy Puchar Angoli. W 1998 roku powtórzył ten drugi sukces, a na kolejne mistrzostwo Angoli czekał do 2000 roku. W 2001 roku znów został mistrzem ligi, a w 2002 zdobył krajowy puchar. W 2003 roku przeszedł do rywala Primeiro de Agosto, jednak przez trzy sezony nie wywalczył żadnego trofeum, a w 2006 roku znów występował w Petro Atlético.
Latem 2006 Delgado wyjechał do Francji i przeszedł do FC Metz. Więcej czasu spędził jednak w rezerwach klubu, grających w czwartej lidze, a w Ligue 2 wystąpił w 8 meczach. W sezonie 2006/2007 wraz z zespołem wywalczył awans do Ligue 1, a w ekstraklasie francuskiej zadebiutował 12 sierpnia 2007 w przegranym 1:2 domowym meczu z Lille OSC. W sezonie 2007/2008 spadł z Metz do Ligue 2.
W 2009 roku Delgado odszedł do także drugoligowego En Avant Guingamp, gdzie spędził sezon 2009/2010. Potem występował jeszcze w angolskiej Benfice Luanda, a w 2012 roku zakończył karierę.

## Kariera reprezentacyjna
W reprezentacji Angoli Delgado zadebiutował 8 marca 1998 roku w wygranym 1:0 towarzyskim meczu ze Suazi. W 2006 roku został powołany przez selekcjonera Gonçalvesa do kadry na Mistrzostwa Świata w Niemczech. Tam był podstawowym zawodnikiem zespołu i wystąpił we wszystkich trzech grupowych meczach: z Portugalią (0:1), z Meksykiem (0:0) i z Iranem (1:1). W 2008 roku znalazł się w drużynie na Puchar Narodów Afryki 2008.